# Cantonul Châteauvillain
Cantonul Châteauvillain este un canton din arondismentul Chaumont, departamentul Haute-Marne, regiunea Champagne-Ardenne, Franța.

## Comune
| Comune                  | Populație (1999) | Cod poștal | Cod INSEE |
| ----------------------- | ---------------- | ---------- | --------- |
| Aizanville              | 25               | 52120      | 52005     |
| Blessonville            | 190              | 52120      | 52056     |
| Braux-le-Châtel         | 129              | 52120      | 52069     |
| Bricon                  | 455              | 52120      | 52076     |
| Châteauvillain          | 1.710            | 52120      | 52114     |
| Cirfontaines-en-Azois   | 190              | 52370      | 52130     |
| Dinteville              | 64               | 52120      | 52168     |
| Laferté-sur-Aube        | 375              | 52120      | 52258     |
| Lanty-sur-Aube          | 146              | 52120      | 52272     |
| Latrecey-Ormoy-sur-Aube | 339              | 52120      | 52274     |
| Orges                   | 383              | 52120      | 52365     |
| Pont-la-Ville           | 140              | 52120      | 52399     |
| Silvarouvres            | 54               | 52120      | 52474     |
| Villars-en-Azois        | 76               | 52120      | 52525     |